# Cytospora magnoliae
Cytospora magnoliae är en svampart som beskrevs av Sandu 1962. Cytospora magnoliae ingår i släktet Cytospora och familjen Valsaceae.   Inga underarter finns listade i Catalogue of Life.